# Зенит-ЕМ
«Зени́т-ЕМ» — малоформатный однообъективный зеркальный фотоаппарат семейства «Зенит», выпускавшийся на Красногорском механическом заводе с 1972 до 1985 года. В 1988 году были выпущены ещё 130 экземпляров камеры. Первый фотоаппарат линейки «Зенит-Е» с механизмом нажимной диафрагмы, который комплектовался объективом «Гелиос-44М» с соответствующим приводом. Часть серийных камер комплектовалась сверхсветосильным объективом «Эра-6М» 1,5/50.
Розничная цена «Зенита-ЕМ» в 1980 году была 140 рублей.. Выпущено 979 139 + 130 экземпляров. Производство прекращено в пользу фотоаппарата «Зенит-11» (выпускался с 1982 до 1992 года).

## Особенности конструкции
В целом «Зенит-ЕМ» почти не отличается от своего предшественника «Зенит-Е». Усовершенствования заключаются в добавлении привода нажимной диафрагмы и замене матового стекла видоискателя цельноштампованным из пластика фокусировочным экраном с микрорастром в центре. Спусковая кнопка переместилась с оси взводного курка на верхний щиток, одновременно получив поворотную муфту включения обратной перемотки плёнки. Это позволило совместить толкатели спуска и отключения мерного валика, упростив форму плоской пружины под затвором, но с точки зрения эргономики такое расположение кнопки проигрывало прототипу. Изменена форма регулятора опережения вспышки, ставшего кольцом вместо рычажка. Кроме этого фотоаппарат вновь оснащён проушинами для крепления ремня, отсутствовавшими в базовой модели. Изменилась и комплектация камеры: вместо выбора из двух объективов «Гелиос-44-2» и «Индустар-50-2» штатным стал только «Гелиос-44М» с диафрагмой нажимного типа.

## Технические характеристики
- Тип — однообъективный зеркальный фотоаппарат со встроенным несопряжённым экспонометром и механизмом зеркала постоянного визирования.
- Тип применяемого фотоматериала — перфорированная фотокиноплёнка шириной 35 мм (фотоплёнка типа 135) в кассетах. Размер кадра — 24×36 мм.
- Тип затвора — механический, шторно-щелевой с горизонтальным движением матерчатых шторок. Выдержки затвора — от 1/30 до 1/500 сек, «B» и длительная. Выдержка синхронизации с лампами-вспышками — 1/30 с.
- Штатный объектив — «Гелиос-44М» с «прыгающей» диафрагмой.
- Тип крепления объектива — резьбовое соединение M42×1/45,5
- Размер поля изображения видоискателя — 20×28 мм.
- Тип фокусировочного экрана — линза Френеля с микрорастром и матовым стеклом.
- Увеличение окуляра — 5×.
- Экспонометр — с селеновым фотоэлементом и двухстрелочным индикатором на верхней панели.
- Синхроконтакт — с регулятором упреждения синхронизации фотовспышки.
- Корпус — литой из алюминиевого сплава, с открывающейся задней стенкой.
- Курковый взвод затвора и перемотки плёнки. Изменённая кнопка спуска затвора им обратной перемотки плёнки (по типу фотоаппарата «Зенит-3»).
- Счётчик кадров с ручной установкой первого кадра.
- Резьба штативного гнезда — 1/4 дюйма.
- Механический автоспуск.
- На моделях ранних выпусков крепление для фотовспышки отсутствовало, съёмный кронштейн приобретался отдельно.

В 1972—1973 году выпускался «Зенит-ВМ» («Зенит-ЕМ» без экспонометра), произведено всего 1.239 экземпляра.